# 駐阿曼王國臺北經濟文化辦事處

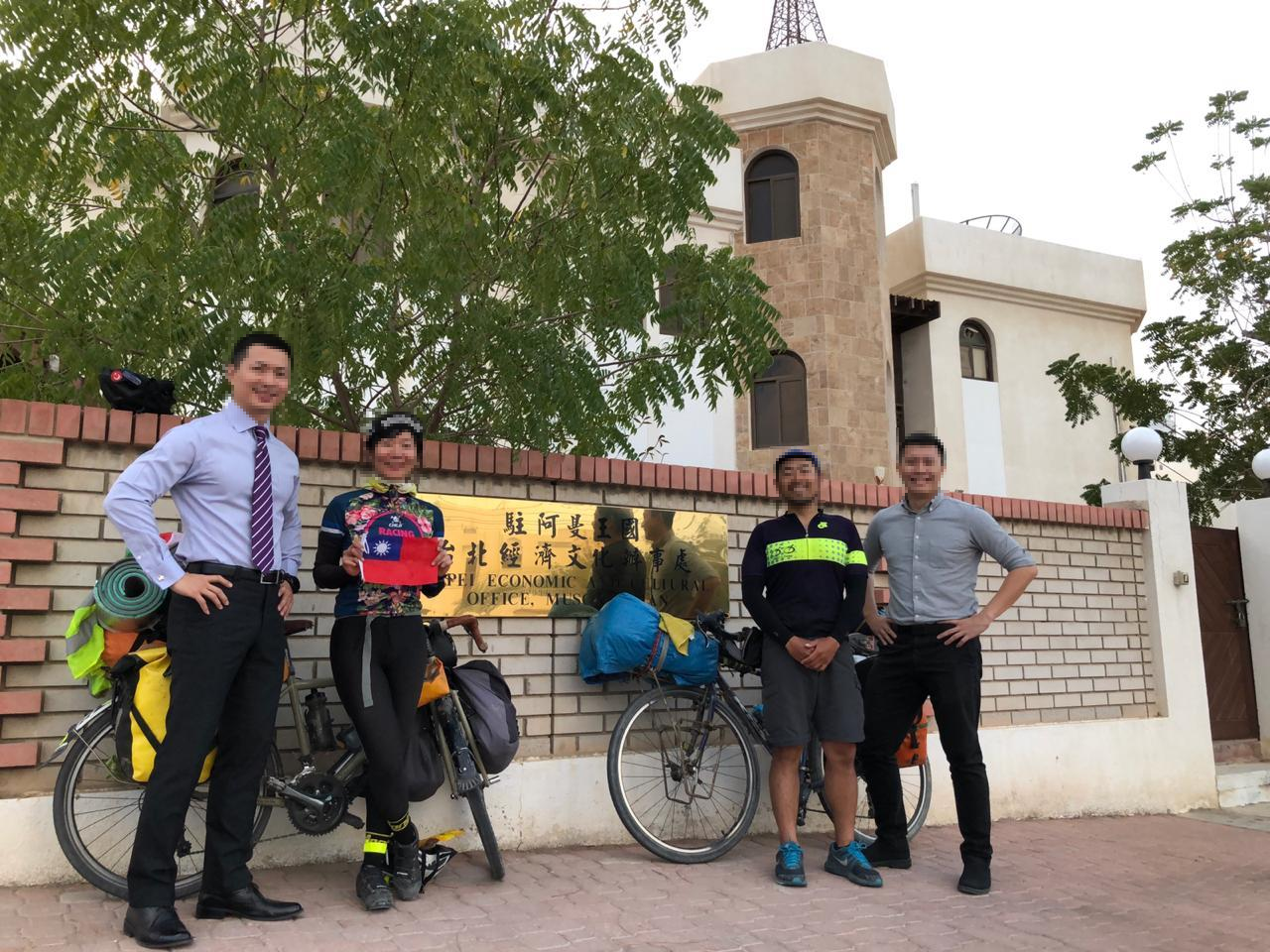
駐處人員與臺灣單車騎士於辦事處前合影。

駐阿曼王國臺北經濟文化辦事處（英語：Taipei Economic and Cultural Office, Muscat, Oman），亦稱駐阿曼代表處，是中華民國政府派駐的代表機構。
辦事處負責推動臺灣與阿曼之間的雙邊關係，以及辦理護照、簽證、文件證明等领事相關業務，並提供僑民服務與旅外國人急難救助，功能等同邦交國的大使館。
阿曼政府派駐臺灣的代表機構則是阿曼王國臺北商務辦事處（Sultanate of Oman Commercial Office in Taipei）。

## 歷史[9]
1977年1月11日，中華民國於首都马斯喀特設立具大使館功能的駐阿曼王國商務代表團，3月31日正式成立。
1979年4月27日，商務代表團關閉。9月6日，改設立遠東貿易中心駐阿曼代表處。
1991年7月1日，更名為駐阿曼王國台北經濟文化辦事處。

## 外部連結
- 駐阿曼王國臺北經濟文化辦事處的Facebook、Twitter